# Blossoms
Blossoms es una banda de indie rock inglesa, formada en 2013 en Stockport, Gran Mánchester, Inglaterra. Se compone de Tom Ogden (voz, guitarra), Charlie Sal (bajo eléctrico, sintetizador moog, segunda voz), Josh Dewhurst (guitarra, percusión), Joe Donovan (batería) y Myles Kellock (teclados, sintetizador, segunda voz)
Estuvieron en la Sound Of del 2016, encuesta anual de la BBC en la que ocuparon el cuarto puesto. El grupo y varias personas del sector comentaron que Blossoms fueron una de las dos bandas amateurs en la lista junto a Rat Boy. Su álbum debut, también titulado 'Blossoms' fue uno de los doce álbumes nominados al Premio Mercury de agosto del 2017.

## Carrera

### Pre-Blossoms y su formación
Todos los miembros nacieron en el mismo hospital, el Stepping Hill Hospital. Además, aunque por aquel entonces no lo sabían, todos ellos crecieron y vivieron en torno a un radio de dos kilómetros. Tom Ogden y Joe Donovan se conocieron durante una excursión del colegio a Alton Towers en 2005. Durante el instituto ambos empezaron a interesarse por bandas locales de la escena musical en Mánchester como Oasis y The Stone Roses, a cuyos conciertos acudieron juntos. Donovan también conocía al que sería el bajista del grupo, Charlie Salt, ya que todos los miembros del grupo fueron al mismo instituto, aunque no al mismo tiempo. Ogden comenzó a escribir canciones a la edad de 15 años gracias al apoyo de su padre, a pesar de no haber formado la banda todavía. Anteriormente, Salt fue miembro de los Multineers junto a Iwan Gronow y Jack Mitchell, anteriormente miembros de Haven.
Después del instituto, Donovan y más tarde Ogden trabajaron en el hotel Alma Lodge como personal de acondicionamiento, más tarde Kellock se unió a ellos gracias a la recomendación de Ogden tras unirse a la banda aún sin nombre. Dicho hotel fue lugar de reunión y donde actuaron los miembros de la banda con sus anteriores grupos. Salt y Dewhurst finalmente se unierron a la banda en enero del 2013. Ogden, Donovan y Kellock a menudo dedicaban sus turnos de trabajo a hablar de la banda o a tocar demos, por lo que se metieron en líos más de una vez. El 3 de abril de 2013 Blossoms dieron su primera actuación en el café Día y noche, en Mánchester, cobrando una entrada de 3 libras por persona.

### Primeros trabajos
Gracias a Salt, la banda tenía un lugar donde ensayar gratis: el patio de su abuelo, cubierto de andamios. De hecho, este patio es el que aparece en la portada de su álbum debut. El nombre del grupo lo tomaron del pub The Blossoms, lugar en el que han tocado en numerosas ocasiones.
En enero de 2014 la banda lanzó su primer sencillo titulado 'You Pulled a Gun on Me', para el cual estrenaron un videoclip el día 14 del mismo mes. Ellos mismos produjeron el video con un presupuesto de 60 libras en los Estudios Eve, en Stockport. Más adelante, en primavera, Blossoms firmó con la discográfica Skeleton Records. Desde marzo hasta agosto del mismo año, el grupo se embarcó en su primera gira por Reino Unido para promocionar su EP 'Bloom', a pesar de que solo tocaban durante los fines de semana, ya que todos los miembros seguían trabajando a tiempo completo, excepto Dewhurst, quien tenía 16 años por aquel entonces, por lo que seguía estudiando. El primer reportaje en torno a la banda se publicó en la web musical Louder Than War ("Más ruidoso que la guerra"). Casi al mismo tiempo tocaron en su primer festival 'Tramlines', en Sheffield, además de ser teloneros para la banda James en la Casfield Bowl. En agosto del 2014 lanzaron su primer sencillo oficial, producido por Skelly y cuyo videoclip fue grabado en el patio del abuelo de Salt, donde aún seguían ensayando.
En otoño de 2014 los miembros del grupo dejan sus respectivos trabajos para dedicarse a la música a tiempo completo, realizando otro tour por Reino Unido en el cual consiguieron vender todas las entradas para sus conciertos en Mánchester. En invierno el grupo volvió a los estudios con Skelly para grabar 'Cut Me and I´ll Bleed', anunciando otro extenso tour por Reino Unido desde enero hasta marzo del 2015.
En marzo de 2015 realizaron además un tour con The Charlatans y The Courteeners. Ese mismo mes la banda fue invitada por la BBC a tocar en el Official SXSW Showcase en Austin, Texas. Blossoms grabaron y lanzaron el Blown Rose EP entre junio y julio, cuyo videoclip fue grabado también en el patio donde ensayaban. Este EP se lanzó como parte de un contrato con la discográfica  Virgin EMI, con Skelly como productor.
Ese verano se lo pasaron de festival en festival, actuando con grupos como The Great Escape, Y Not y Reading and Leeds, además de seguir tocando como teloneros de The Courteeners. En septiembre la banda tocó por primera vez como cabeza de cartel en un festival, el Festival No. 6.

### "Charlemagne" y álbum debut
La grabación ó de su álbum comenzó en septiembre de 2015. En octubre anunciaron que su próximo sencillo sería "Charlemagne" y publicaron su canción en iTunes y Spotify el 5 de octubre. El 30 del mismo mes lanzaron un nuevo EP también titulado Charlemagne. Su sencillo se convirtió en un éxito y llegó a ser la canción del día en la BBC Radio 1 y formó parte de la lista de destacados del 2016 en Spotify.
El 5 de enero Blossoms anunció el At Most a Kiss EP y lanzó  la canción, con su videoclip correspondiente. Promocionando el EP, Blossoms tocó en la Radio 1 Life Lounge, versionando a WSTRN con su canción "In2". El 22 de enero anunciaron que la grabación de su álbum debut había terminado. En su tercer tour, el grupo Viola Beach fueron sus teloneros, quienes murieron a mitad del tour en un accidente de coche junto a su mánager.
El At Most a Kiss EP se lanzó el 23 de febrero. El 12 de abril Annie Mac tocó su canción "Getaway" por primera vez en la BBC Radio 1 antes del lanzamiento de su sencillo a medianoche en iTunes y Spotify. En mayo se anunció que Blossoms tocaría el concierto más importante de sus carreras como teloneros  de The Stone Roses. De nuevo Blossoms vuelven a tocar en festivales de verano, llegando a formar parte de 41 de ellos. Su álbum debut se lanzó en agosto con canciones como "My Favourite Room" y "Honey Sweet", llegando a lo alto de las listas musicales más importantes de Reino Unido. Además, formaron parte de una portada de la revista NME.

## Discografía

### Álbumes
| Título                      | Detalles | Posiciones de gráfico de la cumbre | Posiciones de gráfico de la cumbre | Posiciones de gráfico de la cumbre |
| Título                      | Detalles | UK                                 | IRE                                | SCO                                |
| --------------------------- | --- | ---------------------------------- | ---------------------------------- | ---------------------------------- |
| Blossoms                    | - Publicado: 5 de agosto de 2016 - Discográfica: Virgen EMI - Formatos: descarga Digital, CD, Vinilo, Casete | 1                                  | 12                                 | 1                                  |
| Blossoms: Edición extendida | - Publicado: 11 de noviembre de 2016 - Discográfica:Virgen EMI - Formatos: descarga Digital, CD              | -                                  | -                                  | -                                  |

### EP
| Título         | Detalles                                                                                                |
| -------------- | --- |
| Bloom          | - Publicado: 12 de mayo de 2014 - Discográfica: DESGARRA - Formato: CD                                  |
| Blown Rose     | - Publicado: 2015 - Discográfica: Virgen EMI - Formato: 10" vinilo, descarga Digital                    |
| Charlemagne    | - Publicado: 18 de diciembre de 2015 - Discográfica: Virgen EMI - Formato: 10" vinilo, descarga Digital |
| At Most a Kiss | - Publicado: 2016 - Discográfica: Virgen EMI - Formato: 10" vinilo descarga Digital                     |

### Sencillos
| 2014                                                                     | "You Pulled a Gun on Me"           | —  | —  | Bloom    |
| 2014                                                                     | "Blow"                             | —  | —  | Blossoms |
| 2015                                                                     | "Cut Me and I'll Bleed"            | —  | —  | Blossoms |
| 2015                                                                     | "Blown Rose"                       | —  | —  | Blossoms |
| 2015                                                                     | "Charlemagne"                      | 98 | 38 | Blossoms |
| 2016                                                                     | "At Most a Kiss"                   | —  | —  | Blossoms |
| 2016                                                                     | "Getaway"                          | —  | —  | Blossoms |
| 2016                                                                     | "My Favourite Room"                | —  | —  | Blossoms |
| 2016                                                                     | "Honey Sweet"                      | —  | —  | Blossoms |
| 2017                                                                     | "This Moment" (con Chase & Estado) | —  | —  | Tribu    |
| "—" single que no llegó a las listas o no fue lanzado en ese territorio. |                                    |    |    |          |